# Heinrich IV. (Limburg)
Heinrich IV. von Limburg (* ca. 1200; † 25. Februar 1246) war seit 1221 Herr von Monschau, regierte von 1225 bis 1246 die Grafschaft Berg, war ab 1226 Herzog von Limburg-Nieder-Lothringen und Vogt von Deutz.

## Leben
Er war der älteste Sohn des Herzogs Walram IV. von Limburg und Niederlothringen und Kunigunde von Monschau. Seine Brüder waren Walram Herr von Monschau und Poilvache, Heinrich V. Graf von Luxemburg und Gerhard Graf von Durbuy.
Durch seine Eheschließung 1217 mit Irmgard von Berg war er der Schwiegersohn von Adolf III. von Berg († 1218). Er übernahm aufgrund des gewaltsamen Todes von Erzbischof Engelbert I. von Köln im Jahre 1225 die Herrschaft über die Grafschaft Berg, die seine Frau Irmgard als Teilerbin Adolfs schon im Jahre 1218 beansprucht hatte, jedoch hatte Adolfs Bruder Engelbert die Herrschaft übernommen.
Seine Schwester Sophie von Limburg war mit Friedrich von Isenberg († 1226) verheiratet. Graf Friedrich führte eine Oppositionsbewegung des westfälischen Adels gegen den Kölner Erzbischof Graf Engelbert von Berg an. Die Opposition führte 1225 zum Totschlag Engelberts in einem Waldweg bei Gevelsberg. Herzog Heinrich unterstützte bis 1243 seinen Neffen Dietrich von Altena-Isenberg in dessen Bemühungen um einen Teil des väterlichen Erbes im Streit mit Graf Adolf I. von der Mark.
Heinrich war ein treuer Anhänger der Staufer. Er kommandierte das Heer Friedrichs II. auf dem Fünften Kreuzzug 1228 bis 1229 nach Jerusalem und nahm an der Reichsversammlung in Worms im Frühjahr 1231 teil, auf der unter anderem das sogenannte Statutum in favorem principum erlassen wurde.
Mit seinem Hauptlehnsherrn Erzbischof Konrad von Hochstaden schloss er 1243 Frieden und zählte danach zum päpstlichen Lager.
Seine Kinder waren Walram V. († 14. Oktober 1279) und Adolf IV. Graf von Berg († 1259).